# Opisthobranchia
Infra-classe
Les Opisthobranches (Opisthobranchia) sont des animaux presque exclusivement marins, pouvant être nommés de manière générique « limaces de mer », et qui constituent une large infra-classe des gastéropodes.
Leur répartition géographique s'étend des pôles aux tropiques et leur milieu de vie couvre les espaces sous-marins allant de la zone intertidale aux eaux profondes du plateau continental (plus de 200 m).
Les Opisthobranches ont un mode de vie benthique ou pélagique au sein du plancton et leur représentation est plus importante dans les eaux tropicales, mais on en trouve aussi dans les parties arctique et antarctique de l'Océan, dont Clione limacina et Limacina helicina, deux espèces liées par la relation prédateur-proie.
Opisthobranche (du grec opisthen, « derrière, en arrière » signifie « branchie sur l'arrière du cœur », contrairement à prosobranche (du grec proso, « en avant », qui veut dire « branchie sur l'avant du cœur ». Cette caractéristique unit morphologiquement ce groupe, cependant il pourrait être paraphylétique. 

## Morphologie

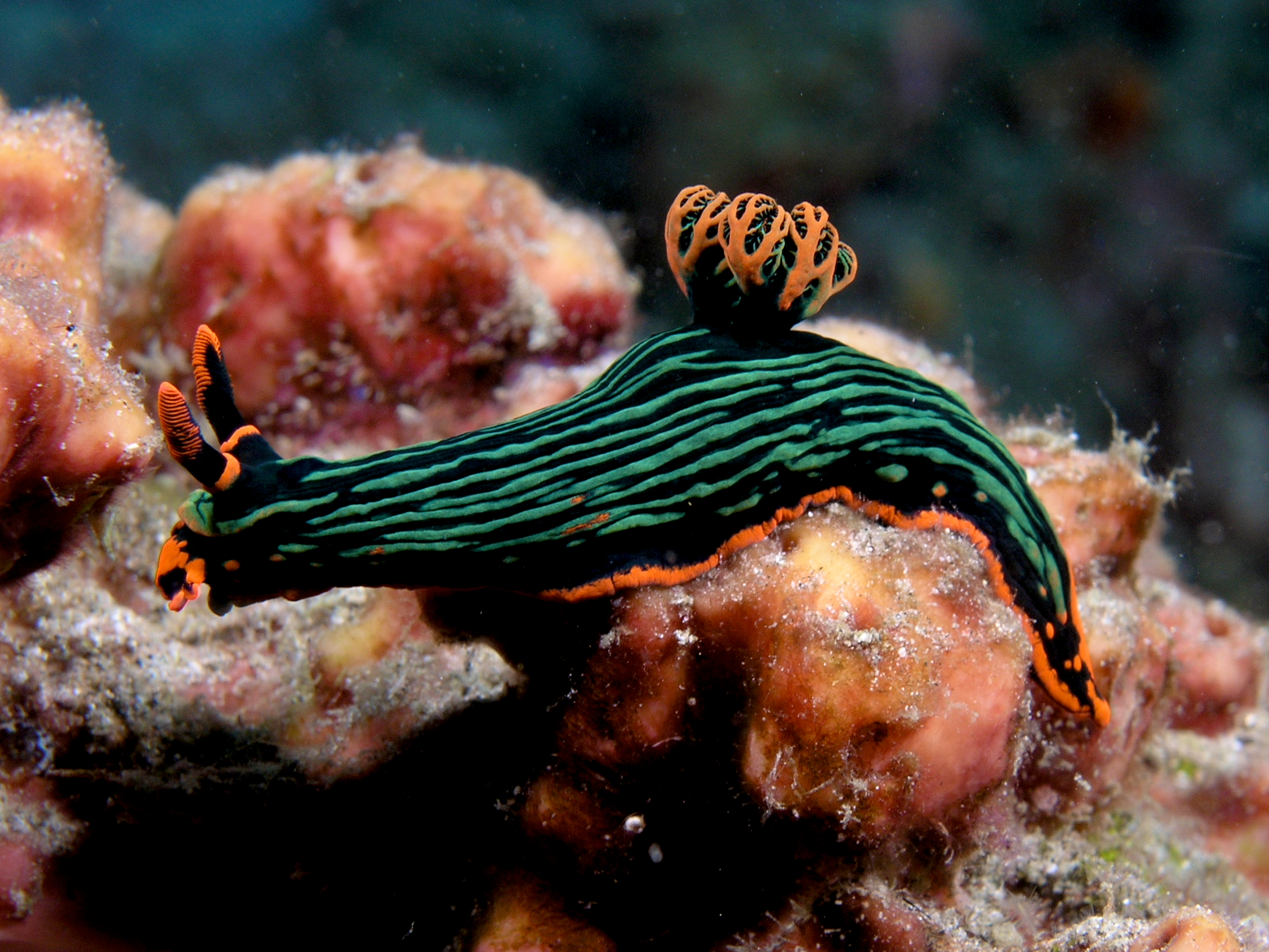
Nembrotha kubaryana (nudibranche).

Ces créatures au corps mou sont dépourvues d'opercule et de coquille ou cette dernière est présente sous forme résiduelle ou pour certaines espèces uniquement au stade larvaire. C'est vraisemblablement cette absence de coquille au stade adulte qui est responsable de la grande diversité des formes que peuvent revêtir les Opisthobranches.
Le manteau ou épithélium plus ou moins épais recouvre pour la plupart des Opisthobranches le pied et peut avoir une apparence lisse ou irrégulière avec présence de protubérances variant en nombre, tailles, formes et coloris selon l'espèce.
Le pied constitue un organe de reptation qui peut être développé à des degrés divers en fonction des espèces et peut même être adapté à la natation.
La cavité palléale est un espace interne délimité par les lobes du manteau. Elle peut être plus ou moins développée, elle est irriguée par de l'eau et renferme les organes respiratoires (aussi nommés cténidies), l'anus et le néphroprocte (littéralement « l'anus du rein », un orifice excréteur qui évacue les déchets liquides). Elle devient virtuelle dans des groupes entiers, ce qui entraine la disparition de la poche renfermant les branchies et son remplacement par des branchies externes de néoformation, localisées en certains points du corps, ou par des « papilles » dorsales, voire une simple respiration par la peau.
Les opisthobranches pallient leur manque de protection corporelle externe par une évolution élaborée de leurs stratégies défensives. C'est la raison pour laquelle ils sont souvent très colorés et peuvent présenter de multiples formes cryptiques (camouflage), une coloration aposématique, ou une grande capacité mimétique afin d'échapper à d'éventuels prédateurs. En outre, s'ils sont capturés par un prédateur, certains opisthobranches ont la capacité d'autotomie, et d'autres renferment des toxines dans leur épiderme ou leurs protubérances dermiques. Ces dernières peuvent contenir des spicules (épines calcaires) ou des glandes défensives qui peuvent émettre des substances répulsives en cas d'agression.
Toutes ces caractéristiques physiques des limaces de mer concourent en partie à l'identification des multiples espèces existantes au sein de ce groupe particulier des Gastéropodes.

## Anatomie générale

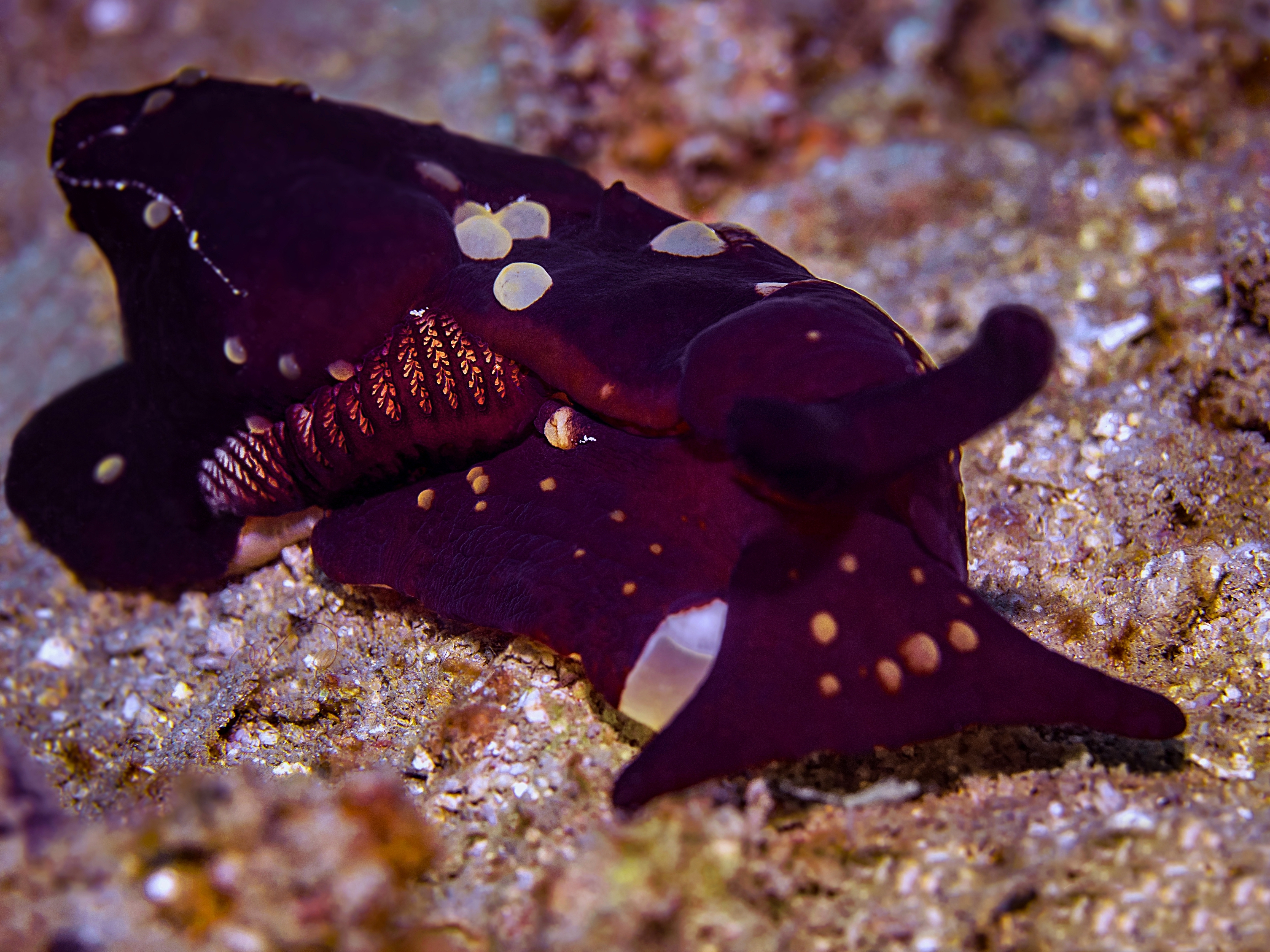
Les pleurobranches comme cette Berthella martensi ont la branchie située sur le côté droit, bien visible sur cette photo.

Une des grandes particularités des Opisthobranches réside dans l'unicité de certains organes comme le rein, l'oreillette cardiaque et la branchie.
« Le ventricule cardiaque est tourné vers l'avant ou sur le côté, tandis que la branchie est orientée vers l'arrière ou sur le côté. Longtemps confondus avec des Prosobranches détordus, il apparait que chez eux, la torsion- étant donné la forme de leur coquille- ne dépasse pas 90°. L'anus reste très en arrière de la tête sur le côté droit. Le système nerveux montre tout au plus une torsion incomplète;souvent très concentré, il échappe à toute torsion. La masse viscérale, nettement moins développée que chez les Prosobranches, tend à se confondre avec le reste de du corps et accentue l'aspect symétrique de l'animal ».

## Particularités physiques au niveau de la tête des Opisthobranches

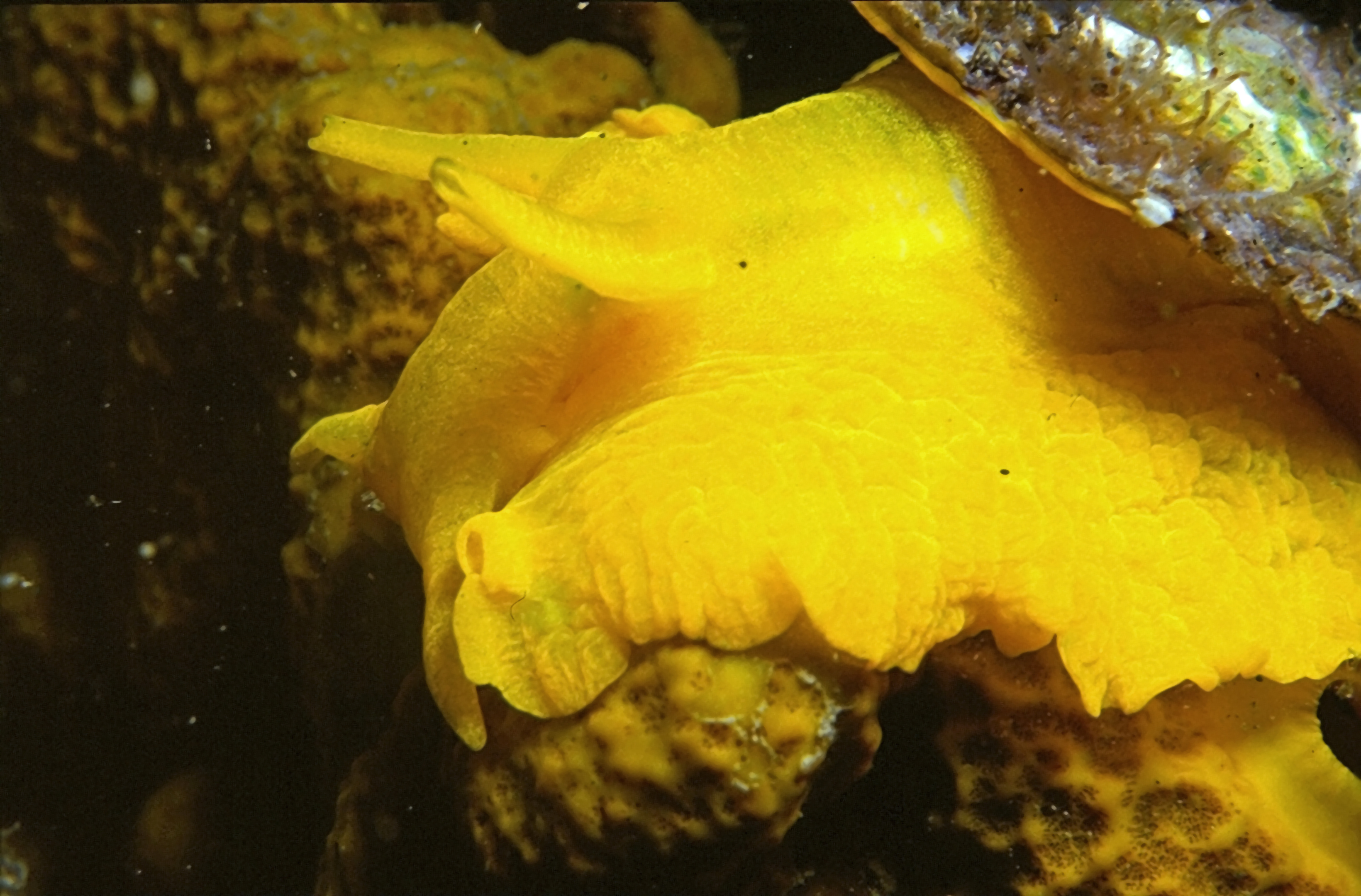
Gros-plan sur la tête d'un Tylodina perversa

Les Opisthobranches ont en commun un certain nombre de particularités physiques au niveau de la partie céphalique de leur corps :
Ils possèdent généralement deux paires de tentacules :
• les tentacules buccaux, situés à proximité de la bouche, sont sensitifs et tactiles. Ils permettent à l'animal de sentir son chemin ;
• sur la face dorsale se trouvent généralement deux antennes qui sont des organes olfactifs (nommées rhinophores chez les nudibranches). Ils peuvent ressentir les éléments chimiques dissous dans l'eau et permettent à l'animal de trouver sa nourriture ou un partenaire en période de reproduction. Ces organes sont souvent rétractiles en cas de danger. Leur physionomie varie en fonction de l'espèce et de la sensibilité de leur capteur.
Les yeux, une paire, sont de taille réduite et très difficiles à apercevoir. Ils sont en général situés en arrière des rhinophores, incrustés profondément dans la peau juste au-dessus du cerveau. Ces minuscules sphères sombres ne sont pas capables de percevoir des images mais peuvent distinguer la lumière de l'obscurité, et parfois des formes grossières. Le système visuel sert donc plus à prévenir l'animal d'un danger par la détection d'ombres et sert également à l'horloge interne pour déterminer le jour de la nuit.

## Régime et appareil alimentaire
La majorité des Opisthobranches sont carnivores et sont des prédateurs spécialisés avec un choix très sélectif de proies - exception faite de l'ordre des Sacoglosses et de la famille des Aplysiidés qui sont herbivores. En général, au sein d'une même famille, toutes les espèces ont un régime alimentaire établi sur un type de proies similaires.
Ainsi, leur régime alimentaire peut se composer par exemple d'anémones, de polypes de corail dur/mou ou de gorgones, d'éponges, de bryozoaires, d'ascidies, de crustacés planctoniques, d’œufs de poissons ou de leur congénères…
L'appareil digestif, adapté à des régimes alimentaires variés, se compose d'un jabot, d'un gésier à plaques masticatrices dites « gésiales » et d'un estomac qui, bien que parfois spécialisé, semble n'être qu'un lieu de transit des aliments vers la glande digestive.
Les opisthobranches s'alimentent par un appareil très spécialisé et propre aux mollusques qui se nomme radula. Située dans la cavité buccale, la radula se rapproche plus d'une langue couverte de rangées de dents chitineuses et fonctionne comme une râpe. Les dents usées sont automatiquement remplacées par de nouvelles dents sécrétées par un sac à radula, le système fonctionnant comme un tapis roulant.
La forme et le nombre de dents sur les radulas sont particuliers à chaque espèce et constituent un intérêt majeur pour la taxonomie. L'observation radulaire permet aussi de déterminer le type d'alimentation de l'animal.

## Le comportement
Les opisthobranches sont majoritairement des animaux benthiques, ils se déplacent lentement et ont une vie relativement sédentaire. En effet, ils écoulent leur vie sur un territoire de quelques mètres carrés à proximité directe de leur source de nourriture et certains vivent même sur cette dernière (ex : éponges). Certains opisthobranches, en revanche, sont pélagiques. C'est par exemple le cas de Glaucus atlanticus.
Les opisthobranches ont souvent une activité nocturne plutôt que diurne, pour des raisons de survie.
L'exception concerne notamment la famille des Phyllidies qui représente les Nudibranches à la plus forte probabilité d'être observés durant la journée dans les eaux tropicales. Les espèces toxiques craignant moins les prédateurs, celles-ci sont également plus facilement visibles (notamment les nudibranches éolidiens). 

## La reproduction
Tous les Opisthobranches sont hermaphrodites. Concrètement, ils ont tous à la fois des gonades mâles et femelles (testicules & ovaires) et un appendice externe pour la transmission réciproque des sécrétions sexuelles lors d'une copulation.
Les appareils génitaux sont de fait très complexes car ils doivent remplir trois fonctions de manière réciproque et simultanée entre deux partenaires : émettre du sperme vers le partenaire, recevoir le sperme du partenaire et produire des œufs fécondés tout en évitant l'auto-fertilisation.
Les organes reproducteurs sont tous présents chez l'adulte du côté droit du corps, ce qui les limite à une unique position possible pour la copulation car ils doivent se positionner côte à côte mais la tête aux pieds du partenaire afin d'aligner leur appendice externe.
L'acte en lui-même peut être bref comme il peut aussi bien durer des heures.
Les œufs sont pondus en très grandes quantités, souvent en forme de spirale colorée, et recouverts d'un mucus les maintenant ensemble et fixés au substrat. À la suite de l'éclosion, les larves évolueront sous forme planctonique avant de se fixer sur un site de vie.

## L'espérance de vie
L'espérance de vie des Opisthobranches varie entre quelques semaines et six ans maximum, cas rapporté de l'espèce Dolabella auricularia en aquarium par exemple. Toutefois, l'espérance de vie moyenne pour la plupart des individus est d'environ un an et peut être liée à leur mode alimentaire. En effet, les individus qui vivront plus longtemps sont ceux qui ont un mode alimentaire dit stable et diversifié contrairement aux autres qui ont un mode alimentaire dit saisonnier (c'est-à-dire que leur régime alimentaire est basé sur des animaux saisonniers ou au cycle de vie court comme certaines ascidies coloniales).

## Liste des ordres
Des études génétiques récentes suggèrent que le groupe des opisthobranches serait en réalité paraphylétique, et peu distinct de celui des pulmonés : une révision taxinomique est donc attendue.
| Selon World Register of Marine Species (12 mars 2017) : ___ - ordre Acochlidiacea Odhner, 1937 - ordre Anaspidea P. Fischer, 1883 - ordre Cephalaspidea P. Fischer, 1883 - ordre Gymnosomata Blainville, 1824 - ordre Nudibranchia Blainville, 1814 - ordre Pleurobranchomorpha Gray, 1827 - ordre Runcinacea Burn, 1963 - ordre Sacoglossa von Ihering, 1876 - ordre Thecosomata Blainville, 1824 - ordre Umbraculida Odhner, 1939 | Selon ITIS (21 mars 2017) : - sous-classe Opisthobranchia - ordre Acochlidioidea - ordre Anaspidea - ordre Cephalaspidea P. Fischer, 1883 - ordre Gymnosomata Blainville, 1824 - ordre Notaspidea - ordre Nudibranchia Blainville, 1814 - ordre Sacoglossa - ordre Soleolifera |

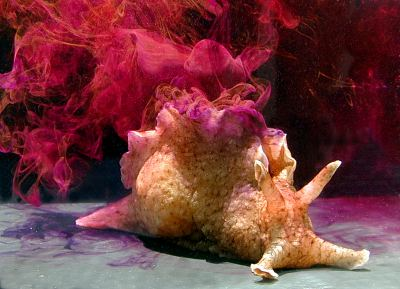
Aplysia californica, un Anaspidea
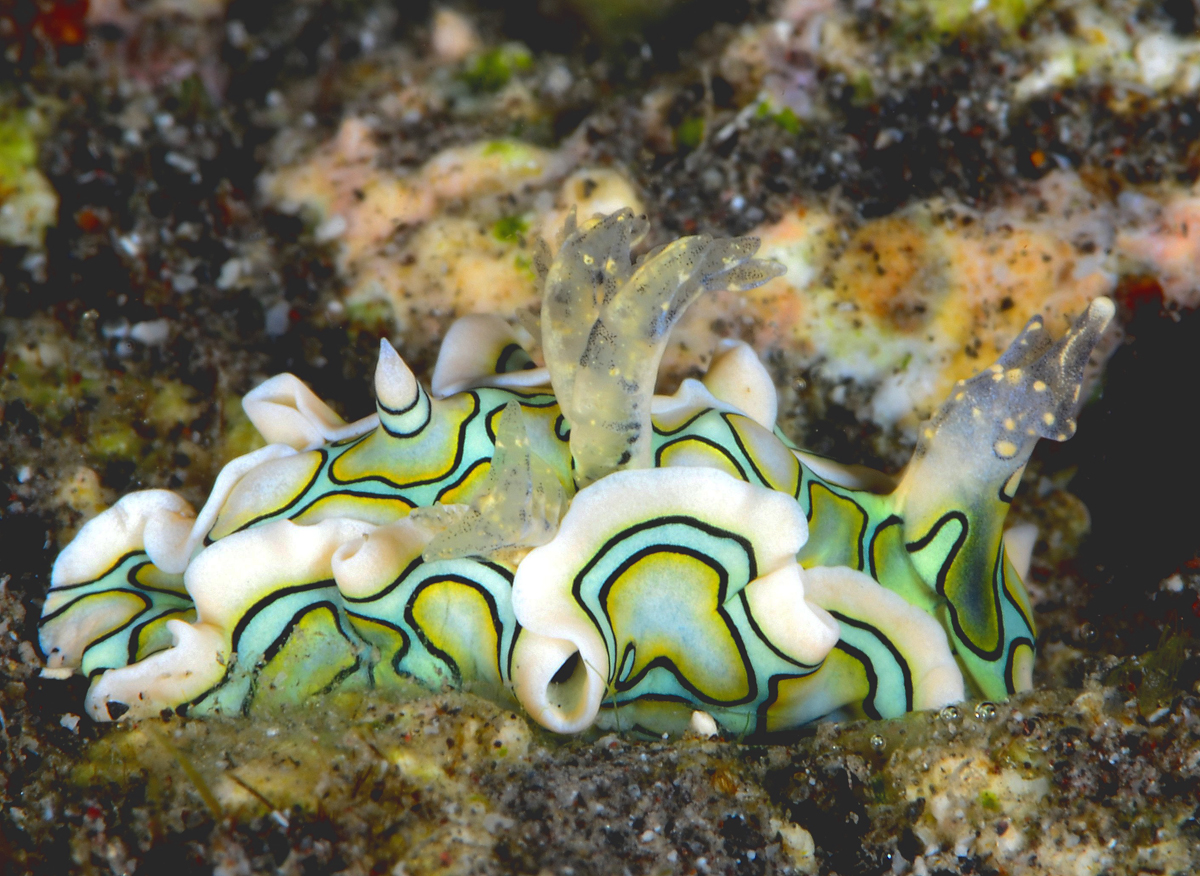
Sagaminopteron psychedelicum, un Cephalaspidea
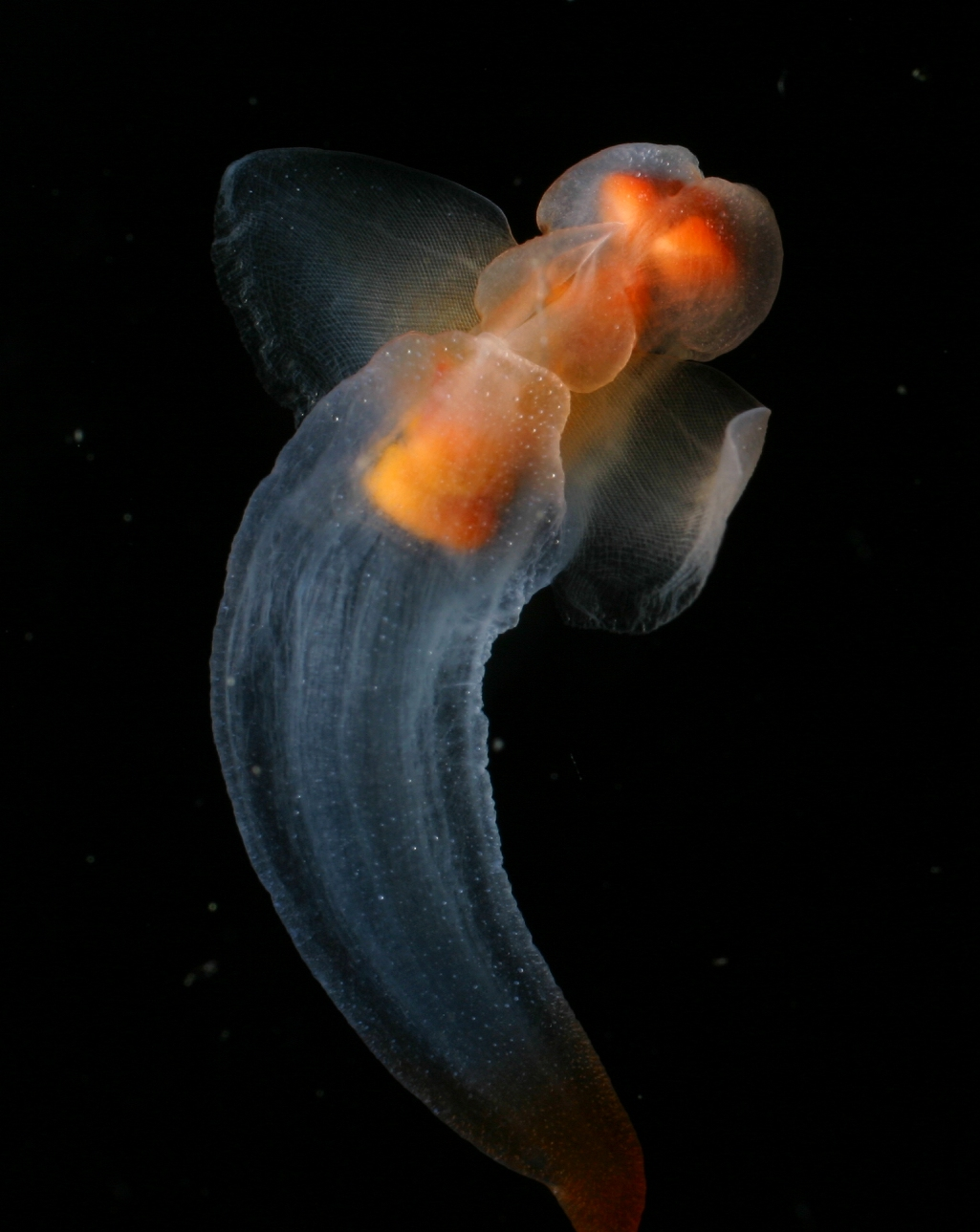
Clione limacina, un Gymnosomata
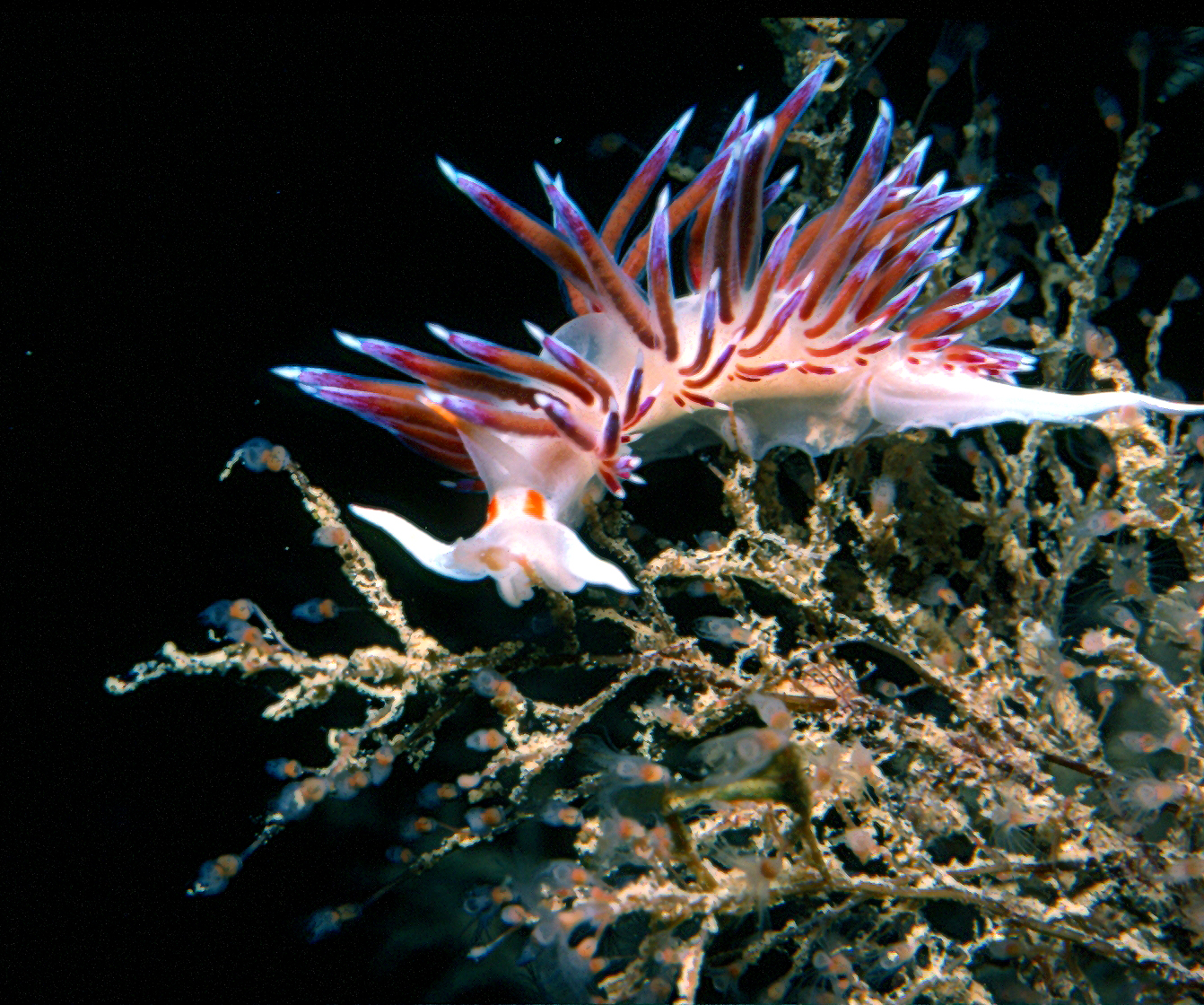
Cratena peregrina, un Nudibranchia
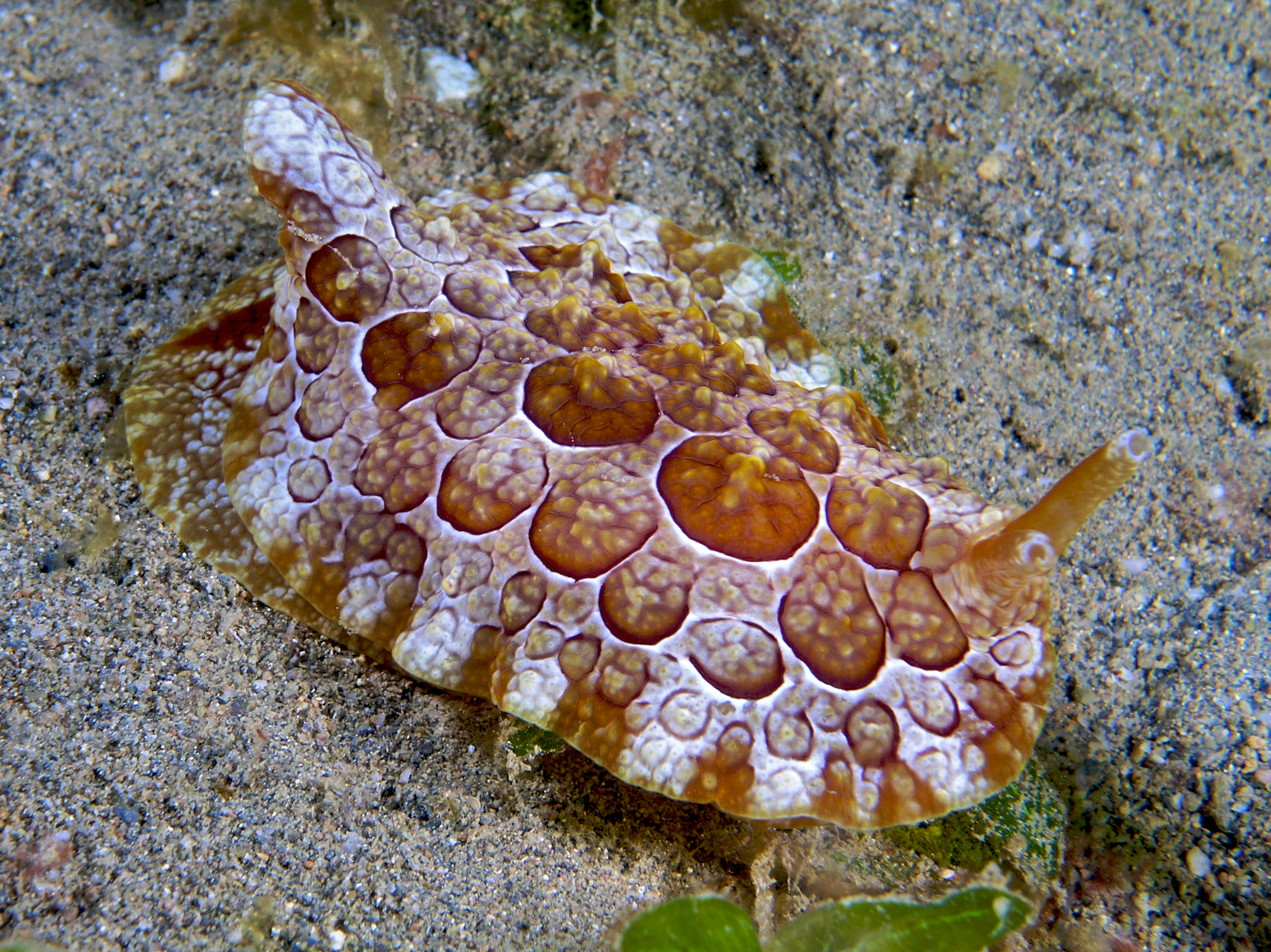
Pleurobranchus forskali, un Pleurobranchomorpha
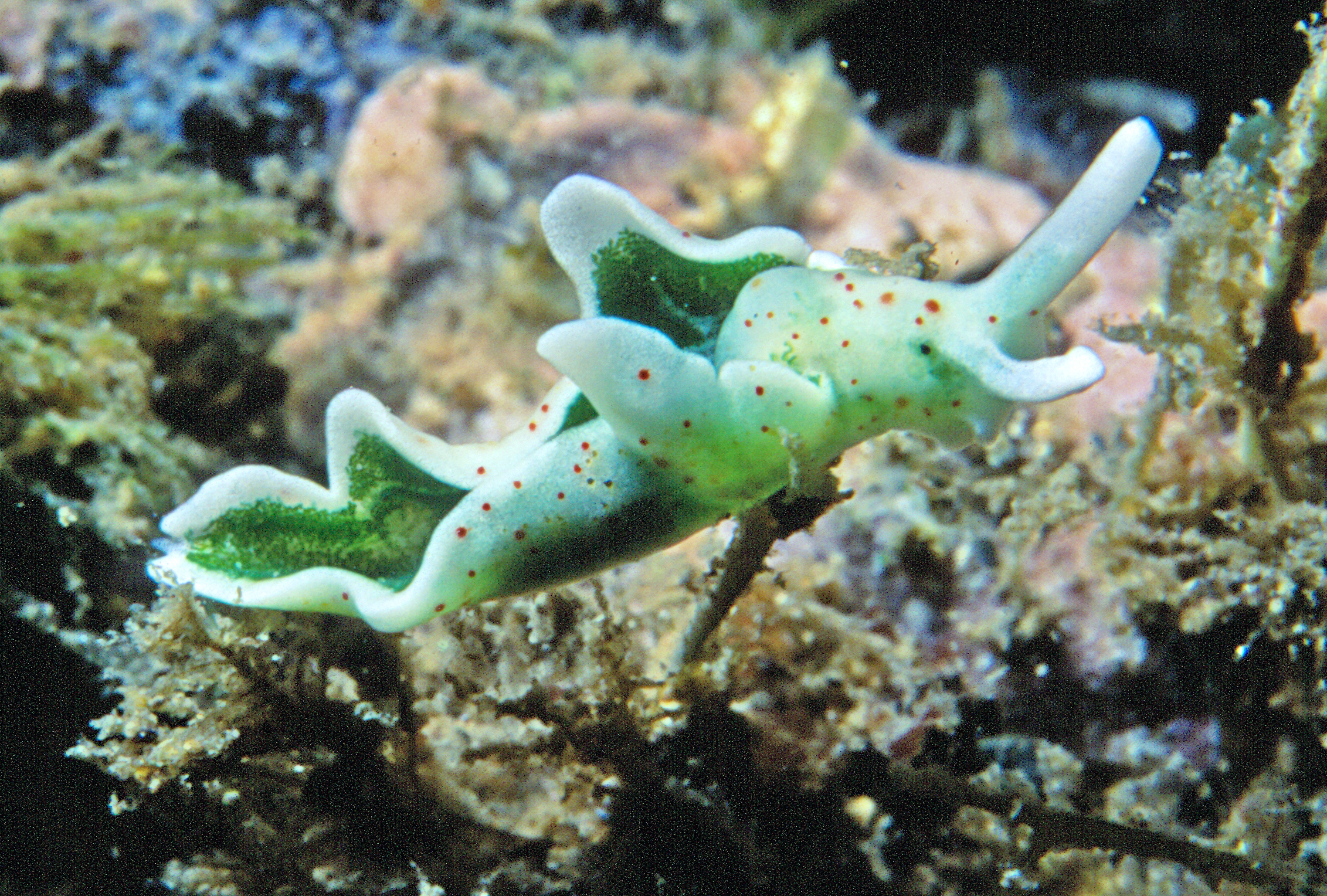
Elysia timida, un Sacoglossa
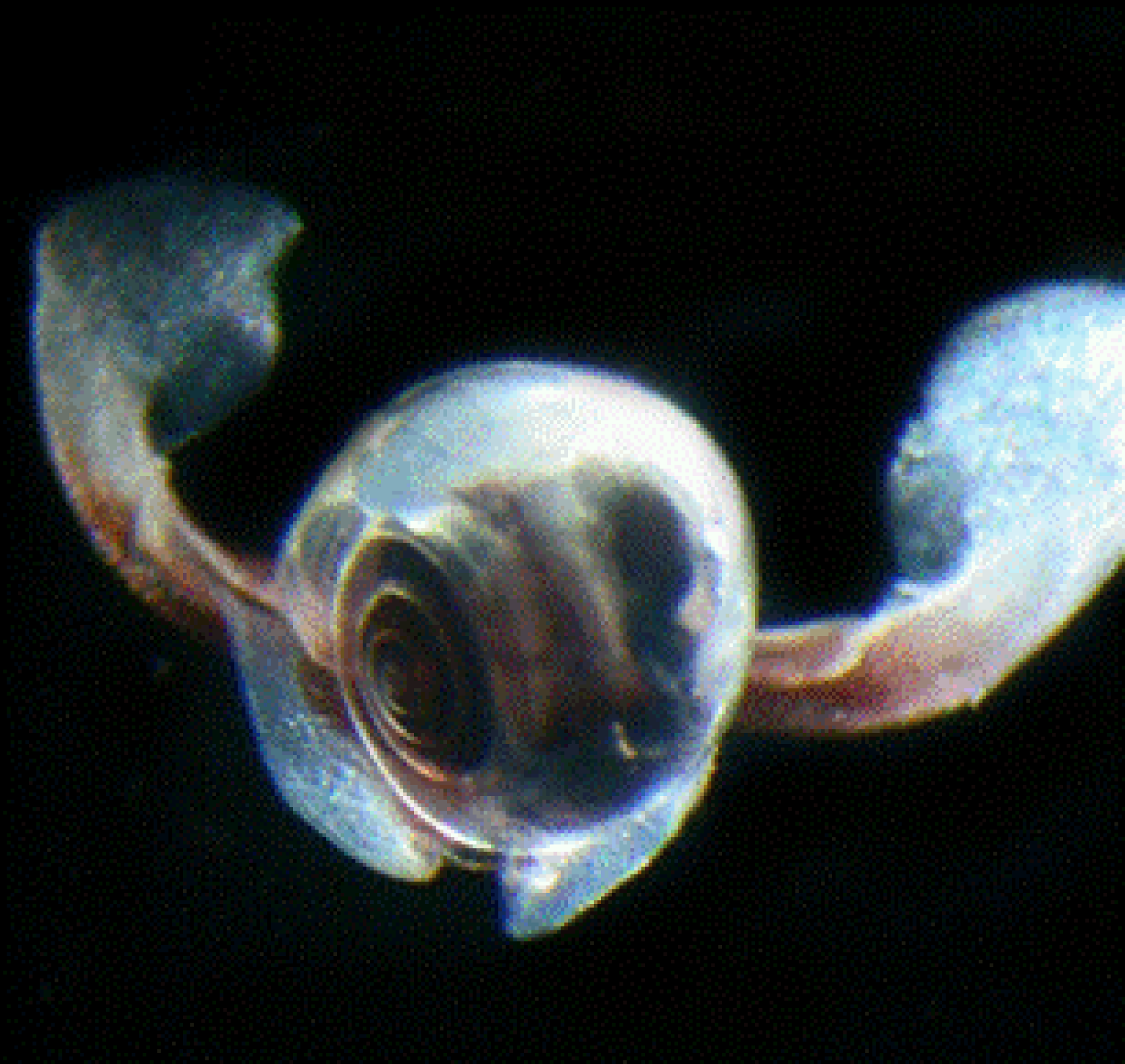
Limacina antarctica, un Thecosomata
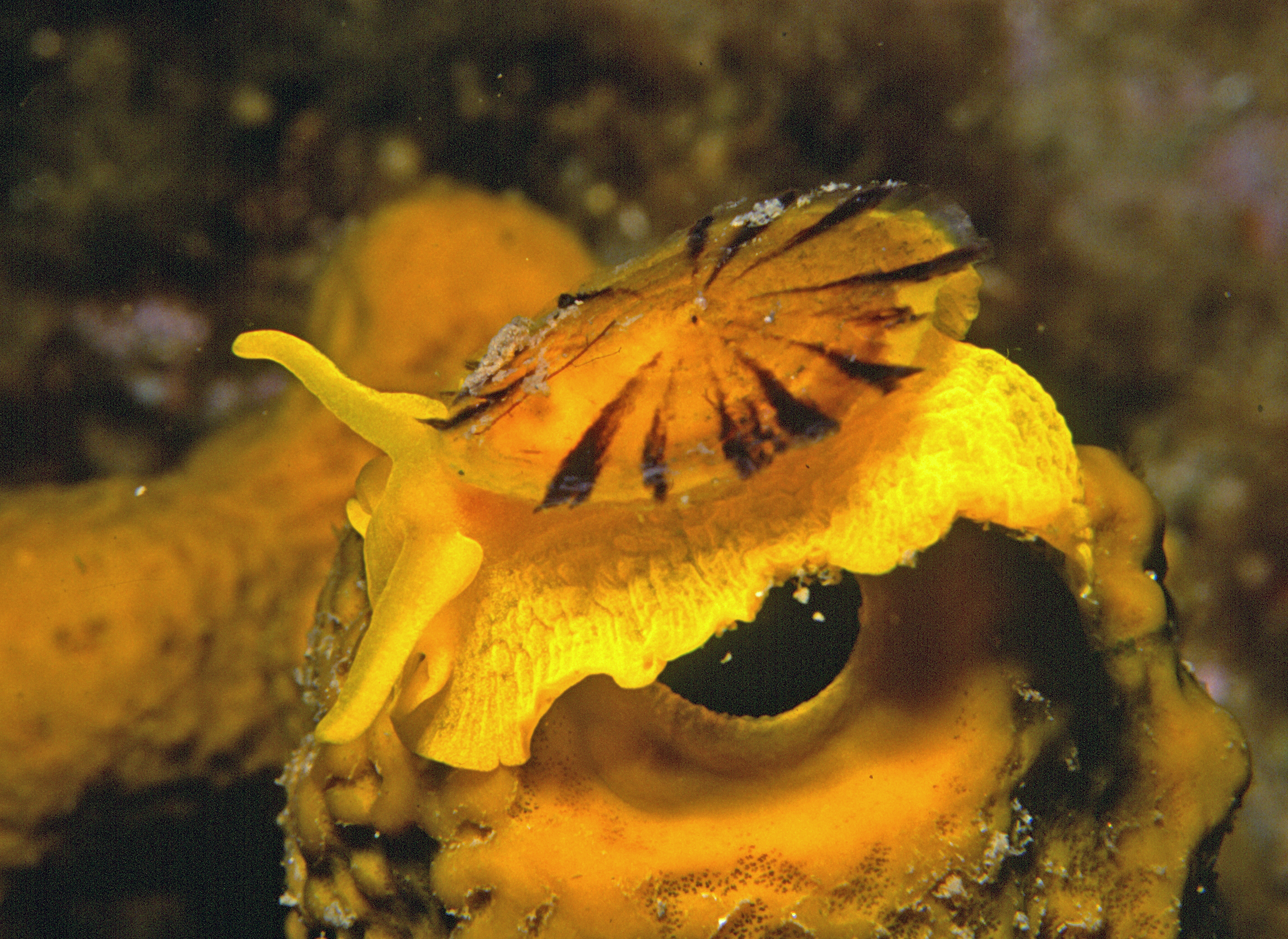
Tylodina perversa, un Umbraculida
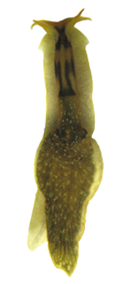
Acochlidium fijiiensis, un Acochlidiacea

## Sea Slug Day
Une « journée des limaces de mer » (Sea Slug Day) a été décrétée en 2015 pour le 29 octobre, en hommage au spécialiste américain de ces animaux Terry Gosliner. Ce terme a été choisi pour englober de manière générale les opisthobranches sans coquille apparente, notamment nudibranches, aplysies et autres sacoglosses.